# 富山県道25号砺波細入線
富山県道25号砺波細入線（とやまけんどう25ごう となみほそいりせん）は、富山県砺波市から同県富山市に至る主要地方道に指定された富山県道である。

## 概要

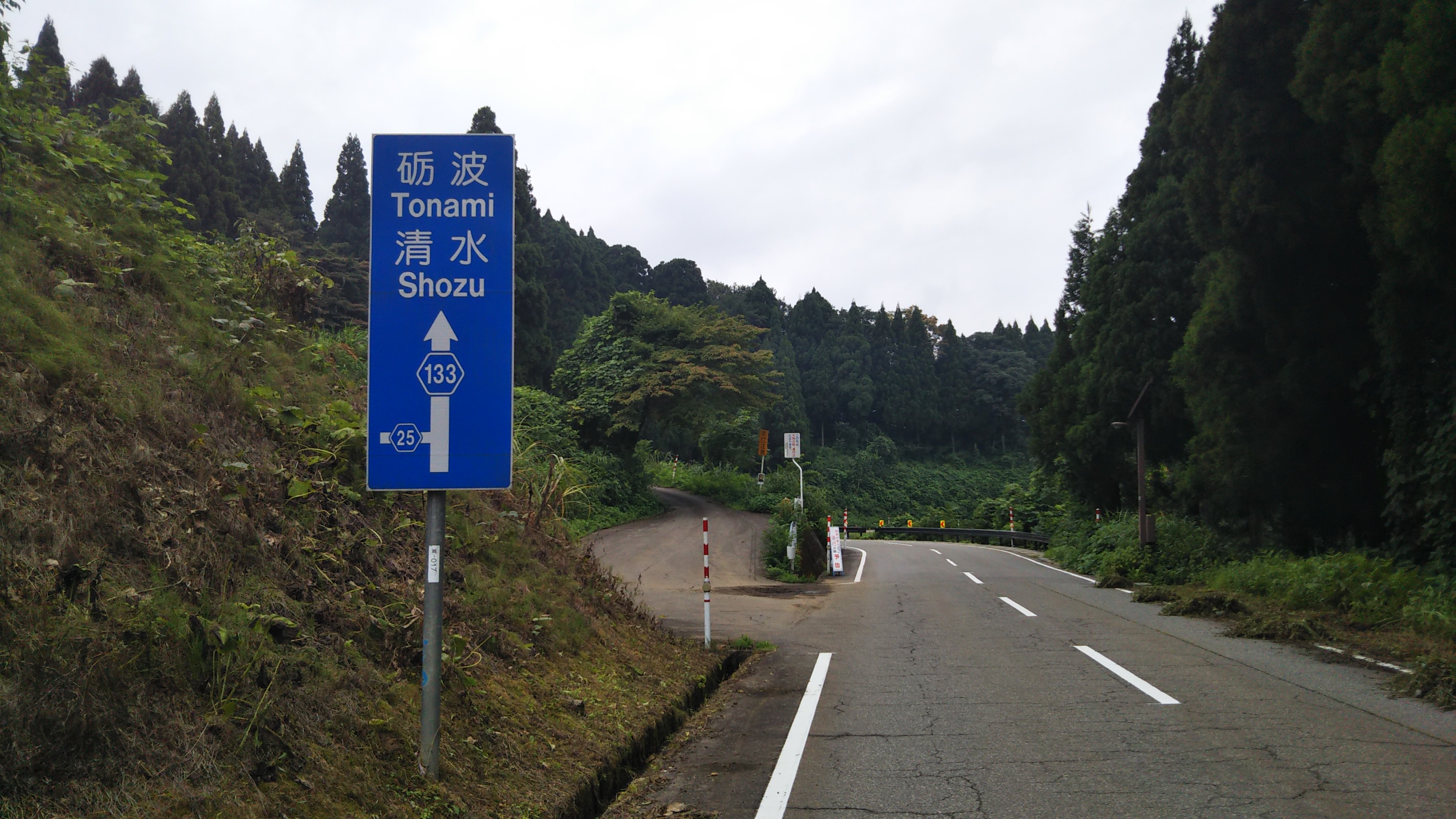
富山市山田白井谷で。県道25号は左に分岐して狭隘路となるため、砺波方面へは県道133号への直進を促している。

富山県西部（呉西）の国道156号と同県東部（呉東）の国道41号という富山県内を南北に縦貫する2つの幹線道路を、同県南部の丘陵地を経て結ぶルートである。
なお、当県道の起点は、1982年の指定当初は現在の五郎丸交差点北70mあたりで国道156号に接続していたが、1989年（平成元年）の庄川雄神大橋完成および五郎丸交差点の改修工事にあわせ現在の位置に移動したものである。
富山県の東西を結ぶ主要地方道であるものの、かつては未舗装で狭隘区間が多かったため、全区間を通しての往来は困難であった。各所で大幅な改良工事が行われた結果、現在では全区間の約80.7%にあたる26.033 kmにおいて、幅員5.5m以上が確保された改良済み区間となっている。一方で、富山市山田地域や同市八尾地域、神通川沿岸部などでは、未だ狭隘区間が各地に残っており、このうち富山市山田清水 - 同市山田小島間においては、1車線に満たない箇所も存在する。なお、この区間は冬期間閉鎖される。

### 路線データ
- 起点：富山県砺波市五郎丸1073番1[3]（五郎丸交差点、国道156号交点）
- 終点：富山県富山市大字西笹津字前田254[3]（新笹津橋南詰、国道41号交点）

## 歴史
- 1982年（昭和57年）
  - 4月1日：建設省（現・国土交通省）が主要地方道に指定[4]。
  - 12月23日：富山県が路線認定[3]。

- 富山県道25号は1966年（昭和41年）3月1日から1977年（昭和52年）3月1日までは岐阜県道9号・富山県道25号古川細入線で使われていた。1974年（昭和49年）11月12日に大部分が国道360号となったことから1977年3月1日に残る区間（岐阜県域）が重複の岐阜県道10号・富山県道39号古川八尾線（現・国道471号・国道472号重複区間）に統合され廃止。

## 路線状況

### 重複区間
- 富山県道354号川内五郎丸線（砺波市五郎丸・五郎丸交差点：起点 - 砺波市寺尾）
- 富山県道59号富山庄川線（富山市山田中村- 富山市山田中村・保育所前交差点）
- 富山県道341号八尾大沢野線（富山市八尾町井栗谷 - 富山市八尾町葛原）

### 冬期閉鎖区間
- 富山市山田清水 - 同市山田白井谷 2.5 km

## 地理

### 通過する自治体
- 富山県
  - 砺波市 - 富山市

### 交差する道路
- 国道156号（砺波市五郎丸・五郎丸交差点、起点）
- 富山県道17号砺波庄川線（砺波市中野・中野交差点）
- 富山県道40号高岡庄川線（砺波市太田・工業団地口交差点）
- 富山県道370号富山庄川小矢部自転車道線（砺波市太田・雄神大橋西詰）
- 富山県道11号新湊庄川線（砺波市庄川町三谷・三谷交差点）
- 富山県道354号川内五郎丸線（砺波市寺尾・夢の平橋北詰）
- 富山県道239号井栗谷大門線（砺波市井栗谷）
- 富山県道222号清水小滝谷線（富山市山田清水）
- 富山県道133号山田砺波線（富山市山田小島）
- 富山県道59号富山庄川線（富山市山田中村）
- 富山県道59号富山庄川線（富山市山田中村・保育所前交差点）
- 富山県道35号立山山田線（富山市山田中村）
- 富山県道344号千里八尾線（富山市八尾町福島・越中八尾駅前）
- 国道472号（富山市八尾町福島・福島第三交差点）
- 富山県道7号富山八尾線（富山市八尾町井田・上井田交差点）
- 富山県道200号井栗谷婦中線（富山市八尾町井栗谷）
- 富山県道341号八尾大沢野線（富山市八尾町井栗谷）
- 富山県道341号八尾大沢野線（富山市八尾町葛原）
- 富山県道197号樫尾長川原線（富山市長川原）
- 国道41号（国道360号重複）（富山市西笹津・新笹津橋南詰、終点）

### 主な橋梁・トンネル
- 雄神大橋
- 井栗谷トンネル（1990年10月に完成）[1]
- 清水大橋
- 杉原橋

### 沿線
- 砺波市立庄南小学校
- 太田工業団地
  - サンエツ金属 砺波本社工場、プレシジョン工場
  - 北越 本社・砺波工場
- 庄川
- 寺尾温泉
- 砺波市栴檀山体育館
- 栴檀山農村集落センター
- 山田村農業協同組合 本所
- 山田総合体育センター
- 八尾健康福祉総合センター
- 富山西警察署 八尾町幹部交番
- 富山市八尾総合行政センター
- JR高山本線 越中八尾駅 - 東八尾駅
- 井田川
- 長山遺跡
- 神通川
  - 神通川第三ダム（神三ダム）
  - 北陸電力 神通川第三発電所